# Особый Кубанский пластунский батальон
Особый Кубанский («Улагаевский») пластунский батальон — казачья пехотная часть Вооруженных сил Юга России.

## История
Формирование 1-го Национального Кубанского казачьего отряда (1-го Кубанского казачьего отряда защиты казачества) под командованием полковника С. Г. Улагая было начато 29 ноября 1917 года и завершено в середине января 1918 года. 11 марта 1918 года выступил в поход из Екатеринодара в составе отряда генерала В. Л. Покровского. 13 марта, после соединения с Добровольческой армией, вошёл в состав 2-й бригады генерала Боровского как «пластунский батальон полковника Улагая». Участвовал в боях за Екатеринодар. 19 сентября 1918 года приказом № 144 по Добровольческой армии был переименован в Особый Кубанский пластунский батальон. В октябре 1918 года участвовал в боях за Армавир. 14 ноября 1918 года под командованием полковника Рутковского включён в состав 1-й Кубанской пластунской отдельной бригады (Войска Северного Кавказа).
Летом — осенью 1919 года действовал в составе Грозненского отряда генерала Колесникова, подавляя сопротивление на территории Чечни. 29 сентября 1919 года при поддержке бронепоезда «Терец» взял аул Гудермес.
В сентябре 1920 года в Адлере присоединился к Армии Возрождения России генерал-майора М. А. Фостикова. 31 сентября при эвакуации повстанцев в Гаграх был погружен на транспорт «Дон», на котором 8 октября прибыл в Феодосию.